# Inger Rydén
Inger Rydén, född 12 juni 1944 i Uppsala, död 21 juni 2020 i Nacka. var en svensk målare, författare och illustratör. Hon var dotter till Ivar Rydén.
Rydén studerade reklamkonst och illustration vid Anders Beckmans reklamskola i Stockholm 1963–1965 och började efter studierna även måla tavlor. Hon debuterade i en konstutställning i Stockholm 1968 och har därefter medverkat i ett stort antal separat- grupp- och samlingsutställningar bland annat på Galleri Heden och Galleri Pictor i Göteborg samt Galleri A och Galleri Heland i Stockholm. 
Hon debuterade som barnboksförfattare i början av 1980-talet och har sedan dess givit ut ett tiotal barnböcker med text och illustrationer som beskriver hennes släkts leverne från sent 1800-tal till 1950-talet, huvudsakligen på Natur & Kultur. Dessutom har hon illustrerat ett femtontal olika barn- och ungdomsböcker, mestadels av svenska författare och ett antal vuxenböcker samt utfört illustrationer för TV och olika tidskrifter.
1986 målade hon illustrationen av Landet i Fjärran till filmatiseringen av Astrid Lindgrens bok "Mio Min Mio" och hennes verk kom att synas så väl i filmens introduktion såsom filmaffischer och skivomslag.
Hon har tilldelats Västerås stads kulturstipendium, Stockholms stads stipendium samt stipendium från Författarfonden och 2010 Elsa Beskow-plaketten för sin bok Den lilla hunden. Hennes konst består av realistiska motiv med surrealistiska inslag.

## Priser och utmärkelser
- Elsa Beskow-plaketten 2010[2]